# Umbrawarra Gorge Nature Park
Umbrawarra Gorge Nature Park är en park i Australien. Den ligger i territoriet Northern Territory, omkring 190 kilometer sydost om territoriets huvudstad Darwin.
Trakten runt Umbrawarra Gorge Nature Park är nära nog obefolkad, med mindre än två invånare per kvadratkilometer.. Det finns inga samhällen i närheten.
Omgivningarna runt Umbrawarra Gorge Nature Park är huvudsakligen savann. Genomsnittlig årsnederbörd är 1 350 millimeter. Den regnigaste månaden är januari, med i genomsnitt 294 mm nederbörd, och den torraste är juni, med 1 mm nederbörd.